# Worland
Worland ist eine City und gleichzeitig Verwaltungssitz (County Seat) des Washakie County im US-amerikanischen Bundesstaat Wyoming. Das U.S. Census Bureau hat bei der Volkszählung 2020 eine Einwohnerzahl von 4.773 ermittelt.

## Verkehr
Worland besitzt mit dem „Worland Municipal Airport“ einen eigenen Flughafen. Zudem führen die US-Highways 16 und 20 sowie der Wyoming Highway 789 direkt durch das Stadtgebiet.